# 나선 계단
《나선 계단》(The Spiral Staircase)은 미국에서 제작된 로버트 시오드맥 감독의 1946년 호러 영화이다. 도로시 맥과이어 등이 주연으로 출연하였고 도어 쉐어리 등이 제작에 참여하였다.
이 영화는 1945년 12월 로스앤젤레스에서 초연되었고 나중에 1946년 2월 뉴욕시에서 오픈되었다. 이 영화의 베리모어의 연기력을 통해 아카데미 여우조연상 부문에서 아카데미상 후보로 지명되었다.

## 출연

### 주연
- 도로시 맥과이어
- 조지 브렌트

### 조연
- 에델 베리모어
- 켄트 스미스
- 론다 플레밍
- 고든 올리버
- 엘자 란체스터
- 사라 올굿
- 리스 윌리엄스
- 제임스 벨

## 기타
- 의상: 에드워드 스티븐슨

## 참고 문헌
- Golden, Anne (2015). 〈Robert Siodmak's The Spiral Staircase: Horror Genre Hybridity, Vertical Alterity, and the Avant-Garde〉.   DeGiglio-Bellemare, Marion; Ellbé, Charlie; Woofter, Kristopher. 《Recovering 1940s Horror Cinema: Traces of a Lost Decade》. Lanham, Maryland: Lexington Books. 90–107쪽. ISBN 978-1-498-50380-8.